# テレビまんが 昭和物語
『テレビまんが 昭和物語』（テレビまんが しょうわものがたり）は、東名阪ネット6で2011年より放送されたテレビアニメ作品。また、『テレビまんが 昭和物語 劇場版』は2011年1月29日公開の劇場版アニメ。

## 概要
テレビアニメ全13話と約100分の劇場版総集編を同時展開する、業界初のシニア・団塊世代をターゲットにしたアニメ作品。昭和39年（1964年）の高度成長期に沸く東京を舞台としており、テーマは「家族の絆」と「日本のものづくり」。製作には4年半をかけ、60歳以上のシニア層でも見やすいような判り易さとゆったりとした演出をしている。
キャッチコピーは「昭和39年、オリンピックがやってきた!!」「本当の家族の姿がここにあります。」。

## 物語
小学6年生の次男・山崎公平を主人公に、東京大田区蒲田で町工場を営む6人家族の、昭和39年の高度成長期の風景。

## 登場人物
山崎公平（やまざき こうへい）
声 - 千葉翔也
山崎家次男。小学6年1組（第3話までは小学5年生）、12歳。元気で野球好き。山崎家のトラブルメーカー。
山崎裕子（やまざき ゆうこ）
声 - 福圓美里
山崎家長女。17歳、都立大森高等学校2年生。背が高いことを気にしている。沢渡裕介と交際を始めたのを機に、デートに着て行く服が買いたいため、両親に内緒で喫茶店のウェイトレスのアルバイトをはじめる。出来心でレコードの万引きをする事件を起こしてしまい、しばらく裕介と逢えず、再会した時に他の女性と会っている現場に居合わせ、別れる。
山崎太一（やまざき たいち）
声 - 青木誠
山崎家長男。20歳、理工系大学3年。工場のオートメーション化の波を感じ、家業は継がずメーカーへの就職を希望していたが、父親の仕事ぶりを見て継いでもいいと考えるようになる。
山崎有三（やまざき ゆうぞう）
声 - 松本保典
旋盤業の町工場、山崎製作所社長。45歳。すぐ手が出る頑固者の父親。元日本軍陸軍兵。
山崎佳乃子（やまざき かのこ）
声 - 玉川砂記子
やさしい母親。40歳。工場の経理を手伝う。旧姓は真下。
山崎ヨシ
声 - 京田尚子
雄三の母。68歳。一見気難しいが実は優しい祖母。戦時中に東京大空襲を経験している。
田代吾郎（たしろ ごろう）
声 - 塚田正昭
通称、ゴローさん。55歳。住み込みで働く製作所の従業員。普段は隣のアパートに独りで住んでいる。
高柳良（たかやなぎ りょう）
声 - 高木渉
通称、良さん。24歳。近所に住むアニメーター。『鉄腕アトム』も手がけていた。以前少しだけ山崎製作所で働いていたことがある。裕子に気があるものの、言い出せないでいる。
沢渡裕介（さわたり ゆうすけ）
声 - 吉野裕行
裕子の憧れの先輩。19歳。みゆき族で銀座の洋服屋に就職。元バスケット部キャプテン。裕子と交際を始めるも、みゆき族の女性と会っていたところを裕子に見つかり別れる。
葛西敏也（かさい としや）
声 - 本城雄太郎
公平の親友。12歳。3人の中でも行動力があり、公平に次ぐトラブルメーカー。文房具屋で三色ボールペンを万引きし、怒られた。大阪に引っ越すことになる。
宮本信一（みやもと しんいち）
公平の親友。12歳。いつも3人いっしょに遊ぶ仲間。
大谷節子（おおたに せつこ）
裕子の同級生。17歳。
竹内弘子（たけうち ひろこ）
声 - 武田華
裕子の同級生。17歳。
たじま けんじ
裕介の友人で、節子の幼馴染。
みうら くみこ
太一の初恋の人。成人式の日の歌声喫茶で出会いダンスホールに誘うも、学生服で来た太一に幻滅する。
とりい みきお
公平の小学校の転校生。父親は貿易会社の社長でお金持ち。すぐ引っ越してしまう。公平にパンアメリカン航空の大型旅客機のペーパークラフトを作ってもらう代わりに、船橋ヘルスセンターのソノシートを貸した。
つじもと けんご
中学卒業後、秋田から東京へ集団就職で向井製作所に働くことになった青年。仕事態度は真面目。野球経験があり、公平に対しては最初はそっけなかったがキャッチボールを通して親しくなる。
しまだ
オート三輪・ミゼットMP4で来る工場の仲介業者。お調子者。妻が子供2人を残して蒸発しており、近所からお金を借り倒し工場の納品部品を持ち逃げし夜逃げしてしまう。
かざま
運動もスポーツもできる公平のクラスメイト。校内ソフトボール大会でピッチャーを担当。率先してほそかわへのいじめを行っていた。
ほそかわ
公平のクラスメイト。校内ソフトボール大会でフライを落した事で負けてしまいクラスメイトからイジメを受けるが、大して気にした様子は見せず、プールに落ちたかざまを助けたことで見直されるようになる。
真下 あやこ
横川にいる佳乃子の姉妹。
としお
佳乃子の女学校時代の憧れの人。
山崎 しげさぶろう

亡くなった山崎の祖父の弟である、三河から来た叔父。祖父によく似ている。
語り・ナレーション
声 - 菊地瞳

## 主な舞台背景
当時の再現のため、実在の名称、商品が多く使われている。
- 少年
- 歌声喫茶
- 船橋ヘルスセンター
- 白金カイロ
- 羽田空港国際線滑走路完成（昭和39年4月）
- 三角ベース
- 電卓
- エイトマン
- 集団就職
- 貸本屋
- 忍者武芸帳（著者 - 白土三平）
- 宇宙大怪獣ドゴラ
- 長嶋茂雄、王貞治
- 愛と死をみつめて
- 明治クリームキャラメル
- 新潟大地震（昭和39年6月16日）
- ホームランバー
- だるま弁当
- 蚊帳
- 昭和39年東京渇水（東京砂漠）・第四次取水制限実施（昭和39年8月6日）
- 学生運動
- 同伴喫茶
- 神棚
- ビートルズ、映画『ビートルズがやって来るヤァ!ヤァ!ヤァ!』
- ラウンド菓子・スイートプラザ（円盤型お菓子販売）
- 白黒テレビ、カラーテレビ
- ゼブラ・三色ボールペン
- 東京モノレール（昭和39年9月17日開業）
- 聖火リレー（昭和39年9月19日青森出発、10月7-9日東京）
- みゆき族（昭和39年9月一斉補導）
- 東海道新幹線・ひかり/こだま（昭和39年10月1日開業）
- 1964年の日本シリーズ（昭和39年10月8日の第6戦阪神対南海戦、雨天中止）
- 東京オリンピック（昭和39年10月10日開会式）

## オリジナル版
2010年12月-1月に映画公開前の年末年始スペシャル放送としてテレビアニメ4話が先行放送。2011年4月より本放送が開始された。全13話。本編終了後に実際の劇中舞台を紹介する『テレビまんが 昭和物語 ぶらり散歩』も流された。
DVDBOX（5巻セット）は2011年9月7日発売。

### オリジナル版スタッフ
- 監修 - 菅野哲夫
- シリーズディレクター - 村上匡宏
- 助監督 - 石倉賢一
- シリーズ構成 - 平野靖士
- キャラクターデザイン・総作画監督 - 柳野龍男
- 美術監督 - 脇威志
- 色彩設計 - 藤木由香里
- 音響監督 - 本田保則
- 音楽 - 林魏堂
- 制作管理 - シンク
- 制作プロダクション - ワオワールド
- プロデューサー - 竹内宏彰、宋美善、村上匡宏
- 製作 - 昭和アニメーション製作委員会（シンク、ワオワールド、tvk、テレ玉、チバテレ、三重テレビ、KBS京都、サンテレビ）

### 挿入歌
昭和を代表する名曲を起用している。
- 「東京五輪音頭」（1話・ED、第4、12話、第13話・ED）
作詞 - 宮田隆 / 作曲 - 古賀政男 / 歌 - 三波春夫
- 「美しい十代」（2話・ED）
作詞 - 宮川哲夫 / 作曲 - 吉田正 / 歌 - 三田明
- 「山男の歌」（2話）
作詞 - 神保信雄 / 作曲 - 作者不詳 / 編曲 - 若松正司 / 歌 - ダーク・ダックス
- 「長生きチョンパ（船橋ヘルスセンター）」（3話・ED）
作詞・作曲 - 三木鶏郎 / 歌 - 楠トシエ
- 「アスパラで生き抜こう」（3話）
作詞・作曲 - 三木鶏郎
- 「僕は泣いちっち」（4話・ED）
作詞・作曲 - 浜口庫之助 / 歌 - 守屋浩
- 「仰げば尊し」（4話）
文部省唱歌
- 「あゝ上野駅」（5話・ED）
作詞 - 関口義明 / 作曲 - 荒井英一 / 歌 - 井沢八郎
- 「ホンダラ行進曲」（6話・ED）
作詞 - 青島幸男 / 作曲 - 萩原哲晶 / 歌 - ハナ肇とクレージーキャッツ
- 「恋のバカンス」（7話・ED）
作詞 - 岩谷時子 / 作曲・編曲 - 宮川泰 / 歌 - ザ・ピーナッツ
- 「VACATION」（8話・ED）
作詞・曲 - C.FRANCIS、H.HUNTER、G.KNIGHT、H.TEMKIN、G.WESTON
訳詞 - 漣健児 / 編曲 - 東海林修 / 歌 - 弘田三枝子
- 「忍者部隊月光の歌」（8話）
作詞 - 山上路夫 / 作曲 - 渡辺宙明
- 「スーダラ節」（9話・ED）
作詞 - 青島幸男 / 作曲 - 萩原哲晶 / 歌 - 植木等
- 「海行かば」（9話）
作詞 - 大伴家持 / 作曲 - 信時潔
- 「炭坑節」（9話）
作詞・作曲 - 不明
- 「ふりむかないで」（10話・ED）
作詞 - 岩谷時子 / 作曲・編曲 - 宮川泰 / 歌 - ザ・ピーナッツ
- 「夜明けのうた」（11話・ED）
作詞 - 岩谷時子 / 作曲・編曲 - いずみたく / 歌 - 岸洋子
- 「何も云わないで」（12話・ED）
作詞 - 安井かずみ / 作曲 - 宮川泰 / 歌 - 園まり
- 「天国と地獄」序曲（12話）
作曲 - J.オッフェンバック

### 各話リスト
| 話数            | サブタイトル           | 監督     | 脚本     | 絵コンテ       | 演出                            | 作画監督                                   | 作中時期     |
| --------------- | ---------------------- | -------- | -------- | -------------- | ------------------------------- | ------------------------------------------ | ------------ |
| 第1話           | 昭和三十九年元旦       | 東郷光宏 | 平野靖士 | 浜津守         | 石倉賢一                        | 柏木めぐみ                                 | 昭和39年1月  |
| 第2話           | 二十歳・太一の失恋     | 東郷光宏 | 富田祐弘 | 釘宮洋         | 佐藤豊                          | 吉崎誠 高橋信也（レイアウト）              | 昭和39年1月  |
| 第3話 （第1話） | クレイジーな大冒険     | 東郷光宏 | 荒川稔久 | 島津裕行       | 島津裕行                        | 西村元秀 森友ヒロキ 高橋信也（レイアウト） | 昭和39年2月  |
| 第4話           | 春よ来い               | 東郷光宏 | 丸尾みほ | 石山タカ明     | 荻原亨                          | 西城隆詞                                   | 昭和39年3月  |
| 第5話 （第2話） | 小遣いとキャッチボール | 釘宮洋   | 平野靖士 | 浜津守         | 高山秀樹 木村崇裕               | 柳瀬譲二                                   | 昭和39年4月  |
| 第6話           | 最悪な子供の日!        | 釘宮洋   | 富田祐弘 | 鈴木卓夫       | 立場良                          | 橋本勝巳                                   | 昭和39年5月  |
| 第7話           | ゆれる恋とプールサイド | 釘宮洋   | 丸尾みほ | 石山タカ明     | 三家本泰美                      | 太田雅三                                   | 昭和39年6月  |
| 第8話 （第3話） | 離婚防衛軍             | 釘宮洋   | 荒川稔久 | 鈴木卓夫       | 岡崎幸男                        | 高橋直樹                                   | 昭和39年8月  |
| 第9話 （第4話） | 爺ちゃんの幽霊!?       | 釘宮洋   | 富田祐弘 | 浜津守         | 白石道太                        | 服部憲知                                   | 昭和39年8月  |
| 第10話          | 夏休みの終わり         | 釘宮洋   | 平野靖士 | 石山タカ明     | みくりや恭輔                    | 佐藤道雄                                   | 昭和39年8月  |
| 第11話          | ねえちゃんの星空       | 釘宮洋   | 丸尾みほ | 鈴木卓夫       | 新田義方 森友ヒロキ（演出助手） | 森友ヒロキ Cho Young Rea Lee Min Bae       | 昭和39年9月  |
| 第12話          | 秋風が泣いた、別れの日 | 釘宮洋   | 富田祐弘 | 浜津守         | 高山秀樹 木村崇裕               | 柳瀬譲二                                   | 昭和39年10月 |
| 第13話          | ボクたちのオリンピック | 釘宮洋   | 平野靖士 | まついひとゆき | 岡嶋国敏                        | 柏木めぐみ                                 | 昭和39年10月 |

- （）は先行放送での話数。

### 放送局

#### 先行放送
| 放送地域 | 放送局     | 放送期間                      | 放送日時                              | 放送系列                       | 備考                    |
| -------- | ---------- | ----------------------------- | ------------------------------------- | ------------------------------ | ----------------------- |
| 三重県   | 三重テレビ | 2010年12月30日 - 2011年1月2日 | 毎日 11:30 - 12:00                    | 独立テレビ局 （東名阪ネット6） | 4日連続放送             |
| 神奈川県 | tvk        | 2011年1月4日 - 1月25日        | 火曜 21:00 - 21:30                    | 独立テレビ局 （東名阪ネット6） |                         |
| 京都府   | KBS京都    | 2011年1月7日 - 1月28日        | 金曜 17:00 - 17:30                    | 独立テレビ局 （東名阪ネット6） |                         |
| 埼玉県   | テレ玉     | 2011年1月7日 - 1月28日        | 金曜 18:00 - 18:30                    | 独立テレビ局 （東名阪ネット6） |                         |
| 千葉県   | チバテレビ | 2011年1月7日 - 1月28日        | 金曜 20:55 - 21:25                    | 独立テレビ局 （東名阪ネット6） |                         |
| 兵庫県   | サンテレビ | 2011年1月15日 - 1月23日       | 土曜 18:30 - 19:00 日曜 17:00 - 17:30 | 独立テレビ局 （東名阪ネット6） | 土曜・日曜の2日連続放送 |

#### 本放送
| 放送地域 | 放送局         | 放送期間                      | 放送日時                                                    | 放送系列                       | 備考             |
| -------- | -------------- | ----------------------------- | ----------------------------------------------------------- | ------------------------------ | ---------------- |
| 兵庫県   | サンテレビ     | 2011年4月3日 - 6月26日        | 日曜 22:00 - 22:30                                          | 独立テレビ局 （東名阪ネット6） |                  |
| 千葉県   | チバテレビ     | 2011年4月4日 - 6月27日        | 月曜 11:30 - 12:00                                          | 独立テレビ局 （東名阪ネット6） |                  |
| 神奈川県 | tvk            | 2011年4月4日 - 7月4日         | 月曜 18:30 - 19:00                                          | 独立テレビ局 （東名阪ネット6） |                  |
| 埼玉県   | テレ玉         | 2011年4月9日 - 7月2日         | 土曜 13:00 - 13:30                                          | 独立テレビ局 （東名阪ネット6） |                  |
| 三重県   | 三重テレビ     | 2011年4月16日 - 7月30日       | 土曜 13:00 - 13:30                                          | 独立テレビ局 （東名阪ネット6） |                  |
| 京都府   | KBS京都        | 2011年4月17日 - 7月10日       | 日曜 22:00 - 22:30                                          | 独立テレビ局 （東名阪ネット6） |                  |
| 日本全国 | BS11           | 2011年12月31日 2012年1月1日   | 土曜 12:00 - 15:00（6話連続） 日曜 12:00 - 15:30（7話連続） | BS放送                         | 一挙放送         |
| 日本全国 | BS11           | 2012年1月7日 - 3月31日        | 土曜 08:30 - 09:00                                          | BS放送                         |                  |
| 日本全国 | TBSチャンネル2 | 2012年12月14日 - 2013年1月3日 | 月曜 - 金曜 17:30 - 18:00                                   | CS放送                         | リピート放送あり |

## 劇場版
2011年1月29日より全国ワーナー・マイカル・シネマズで公開。昭和38年の大晦日から昭和39年のオリンピック開催までを舞台としている。

### 劇場版スタッフ
- 監督 - 村上匡宏
- 監修 - 菅野哲夫
- プロデューサー - 竹内宏彰、宋美善、村上匡宏
- キャラクターデザイン・総作画監督 - 柳野龍男
- 美術監督 - 脇威志
- 編集 - 廣瀬清志
- 音楽 - 林魏堂
- 音響監督 - 本田保則
- 音楽監修 - 朝倉紀行
- 効果 - 倉橋静男
- 製作管理 - シンク
- 製作プロダクション - ワオワールド
- 製作 - 昭和アニメーション製作委員会（シンク、ワオワールド、tvk、テレ玉、チバテレ、三重テレビ、KBS京都、サンテレビ）
- 配給 - シンク